# Brandstatt (Gemeinde Scheibbs)
Brandstatt (auch Brandstatt bei Scheibbs) ist Streusiedlung und eine Katastralgemeinde der Gemeinde Scheibbs im Bezirk Scheibbs in Niederösterreich.

## Geografie
Sie liegt westlich vom Scheibbs, rings um den Lampelsberg (819 m ü. A.) und besteht aus den Lagen Berg, Bichl, (Schneider im) Bichl, Bramm, Brandstatt (namensgebender Hof), Brandstatt-Am Steghof, Eichberg, Friedberg, Friesenegg, Gesang, Goganz, Grub, Grünhof, Gstreit, Hamet, Hangleiten, Hanöd, Hummelsberg, Lampelsberger, Mitterburgstall, Oedbauer, Pilsenöd, Reith, Rothenlehen, Saffen, Schacher, Schaden, Schwaighof, Steiner, Sturmlehen, Tamelberg, Vogellehen, Vorderburgstall, Weberlehen, Weeg, Wirthslehen sowie mehreren unbenannten Lagen. Im Osten reicht die Katastralgemeinde stellenweise bis zur Erlauf heran und umfasst auch dichter verbaute Gebiete wie jenes um den Steghof.

## Siedlungsentwicklung
Zum Jahreswechsel 1979/1980 befanden sich in der Katastralgemeinde Brandstatt insgesamt 225 Bauflächen mit 72.207 m² und 140 Gärten auf 178.405 m², 1989/1990 gab es 222 Bauflächen. 1999/2000 war die Zahl der Bauflächen auf 521 angewachsen und 2009/2010 bestanden 276 Gebäude auf 526 Bauflächen.

## Geschichte
Im Jahr 1822 wurde der Ort als Dorf mit 55 Häusern genannt, das nach Scheibbs eingepfarrt war, wohin auch die Kinder eingeschult wurden. Die Herrschaft Scheibbs besaß die Ortsobrigkeit, übte zusammen mit der Herrschaft Purgstall die Landgerichtsbarkeit aus und besorgte die Konskription. Die Untertanen und Grundholde des Ortes gehörten den Herrschaften Scheibbs, Purgstall, Neudenburg, Zwerbach, Wang, Pfarre Steinakirchen, Weinzierl, Freihof Eichberg, Senftenegg und Lilienfeld. Laut Adressbuch von Österreich waren im Jahr 1938 in Brandstatt ein Gärtner, ein Maler, eine Schneiderin und ein Tischler ansässig. Weiters bestand ein Werk der Tonindustrie Scheibbs.

## Bodennutzung
Die Katastralgemeinde ist landwirtschaftlich geprägt. 760 Hektar wurden zum Jahreswechsel 1979/1980 landwirtschaftlich genutzt und 515 Hektar waren forstwirtschaftlich geführte Waldflächen. 1999/2000 wurde auf 687 Hektar Landwirtschaft betrieben und 544 Hektar waren als forstwirtschaftlich genutzte Flächen ausgewiesen. Ende 2018 waren 672 Hektar als landwirtschaftliche Flächen genutzt und Forstwirtschaft wurde auf 545 Hektar betrieben. Die durchschnittliche Bodenklimazahl von Brandstatt beträgt 26,7 (Stand 2010).

## Sehenswürdigkeiten
- Steghof, herrschaftliches Anwesen